# 君たちキウイ・パパイア・マンゴーだね。
「君たちキウイ・パパイア・マンゴーだね。」（きみたちキウイ・パパイア・マンゴーだね。）は、中原めいこが1984年4月5日にリリースした6枚目のシングル。彼女の名を世間に広めた代表曲である。

## リリース
本曲はカネボウの夏の化粧品キャンペーンのテーマソングとして企画され、「君たちキウイ・パパイア・マンゴーだね。」というコミックソングのようなタイトルは広告代理店が指定したものである。中原はこのタイトルを「太陽の日差しを浴びて色とりどりに輝く女性をイメージしたもの」と捉え、得意のトロピカルでラテン・テイストなポップソングに作詞・作曲した。
本曲はCMソングとして各媒体で繰り返し流され、突飛なタイトルとノリの良いリズムが話題を呼んだ。これは前年に大ヒットした「め組のひと」（ラッツ&スター）の流れをくむ、ファンカラティーナ（Funk-A-Latina、ファンクとラテン音楽を融合させたロンドン発のムーブメント）の流行の一部としても捉えられる。イントロは「That's A Plenty」の引用。

## レコーディング
レコーディング当日の東京は雪模様だったが、真夏のテンションを出すため、スタジオでは暖房を全開にし、中原はTシャツ姿で汗だくになりながら収録した。

## チャート成績
オリコンチャートで初めて10位以内にランクイン（週間最高8位）、レコード売り上げ27万枚、音楽番組『ザ・ベストテン』で最高6位にランクインするなど、中原自身最大のヒット・シングルとなった。

## 収録曲
| 全作曲: 中原めいこ、全編曲: 新川博。 |                                            |                      |            |      |
| #                                    | タイトル                                   | 作詞                 | 作曲・編曲 | 時間 |
| 1.                                   | 「君たちキウイ・パパイア・マンゴーだね。」 | 中原めいこ・森雪之丞 | 中原めいこ | 3:12 |
| 2.                                   | 「ふたりのRainy day」                      | 中原めいこ           | 中原めいこ | 4:44 |
| 合計時間:                            | 合計時間:                                  | 合計時間:            | 7:56       |      |

## クレジット
- Rhythm Section Arrange : 新川博, 斉藤ノブ
- Brass Section Arrange : 新田“ヨロシク”一郎
- Synthesizer Programming : 浦田恵司 (EMU)

## カバー
| 曲名                                   | アーティスト                         | 収録作品                                          | 発売日         | 備考                                                 |
| -------------------------------------- | ------------------------------------ | ------------------------------------------------- | -------------- | ---------------------------------------------------- |
| 君たちキウイ・パパイア・マンゴーだね。 | BONNIE PINK meets Mansfield          | トリビュートアルバム『Words of 雪之丞』           | 2006年4月26日  |                                                      |
| 君たちキウイ・パパイア・マンゴーだね。 | 嵐山小夜子&カヤ（白石涼子&名塚佳織） | アルバム『歌声喫茶方舟 〜アキナイチュウ〜』       | 2009年12月23日 | テレビ東京系アニメ『夏のあらし! 〜春夏冬中〜』挿入歌 |
| 君たちキウイ・パパイア・マンゴーだね。 | chay                                 | アルバム『makeup 80's』                           | 2013年1月23日  |                                                      |
| 君たちキウイ・パパイア・マンゴーだね。 | 範田紗々 with DJ SASA                | アルバム『WE LOVE GOYA』                          | 2013年7月17日  |                                                      |
| 君たちキウイ・パパイア・マンゴーだね。 | ベッド・イン                         | アルバム『Endless Bubble〜Cover Songs vol.1〜』   | 2019年4月3日   |                                                      |
| 君たちキウイ・パパイア・マンゴーだね。 | 降幡愛                               | アルバム『Memories of Romance in Summer』         | 2022年4月27日  |                                                      |
| 君たちキウイ・パパイア・マンゴーだね。 | BENI                                 | デジタルシングルにて配信リリース                  | 2022年9月21日  |                                                      |
| 君たちキウイ・パパイア・マンゴーだね。 | 雨宮天                               | アルバム『COVERSⅡ -Sora Amamiya favorite songs-』 | 2023年6月21日  |                                                      |